# Javrezac
Javrezac település Franciaországban, Charente megyében. Lakosainak száma 581 fő (2022. január 1.). Javrezac Cognac, Louzac-Saint-André, Saint-Laurent-de-Cognac és Val-de-Cognac községekkel határos.

## Népesség
A település népességének változása:
| Lakosok száma | 705  | 678  | 666  | 643  | 605  | 596  | 583  | 563  | 569  | 581  |
|               | 1968 | 1982 | 1990 | 2006 | 2013 | 2015 | 2017 | 2019 | 2020 | 2022 |